# Melligomphus guangdongensis
Melligomphus guangdongensis là loài chuồn chuồn trong họ Gomphidae. Loài này được Chao miêu tả khoa học đầu tiên năm 1994.